# Jean Damascène Bimenyimana
Jean Damascène Bimenyimana, né le 22 juin 1953 à Shangi (it), dans le district de Nyamasheke (Rwanda) et mort le 11 mars 2018 à l'aéroport de Kanombe (Kigali), est un pasteur rwandais et évêque catholique romain du diocèse de Cyangugu de 1997 à 2018.

## Biographie
Jean Damascène Bimenyimana reçoit le 6 juillet 1980 le sacrement d'ordination pour le diocèse de Nyundo.
Le 2 janvier 1997, le pape Jean-Paul II le nomme évêque de Cyangugu. L'évêque émérite de Nyundo (de), Wenceslas Kalibushi (en), lui donne le 16 mars de la même année l'ordination épiscopale. Les co-consécrateurs étaient l'évêque émérite de Butare, Frédéric Rubwejanga, et l'archevêque de Kigali, Thaddée Ntihinyurwa.
Atteint d'un cancer, après un dernier traitement à Nairobi, il est rapatrié par avion en mars 2018 à Kigali, où il meurt peu de temps après son arrivée,.